# Borobudur
Borobudur (eredeti neve valószínűleg a szanszkrit Vihara Buddha Ur, ami szabadfordításban annyit tesz: „a hegyen álló buddhista templom“) a világ legnagyobb buddhista épülete. Indonéziában található.
A buddhista tanítás kőből épült fellegvára. Jáva középső részének egyik legfontosabb városától, Yogyakartától 42 km-re északnyugatra fekszik. Borobudur i. sz. 800 körül épült a jávai Szailendra dinasztia megbízásából. Építői az indiai mitológiából ismert Meru hegyének megépítésére törekedtek. Így sikerült megalkotniuk az egész déli félteke legnagyobb építményét.

## Etimológia
Az indonéz nyelvben az ősi templomokat kandinak hívják; így a helyiek a "Borobudur templomot" Kandi Borobudur templomnak nevezik. A kandi kifejezés lazán leírja az olyan ősi építményeket is, mint a kapuk és fürdők. A Borobudur név eredete a "Boro", azaz "nagy" és a "Budur", azaz "Buddha" szóból származik. A holland tudós, J J. M. Bennett. L. Moens szerint Mpu Prapanka udvari költő 1365-ben említette a szentélyt a "Boudour" című művében. Stamford Raffles megemlítette "Bor Bodo"-t és leírta a templomot a Jáva történelméről szóló 1817-es könyvében. Egy lábjegyzetben Raffles azt mondja: "Bor a kerület neve, bódo pedig azt jelenti, hogy ősi".

## Történelem
A Borobudur építéséről vagy rendeltetéséről nincsenek ismert feljegyzések. Az építés időtartamát a templom rejtett lábán lévő faragott domborművek és a nyolcadik és kilencedik századi királyi oklevelekben általánosan használt feliratok összehasonlításával becsülték meg. Borobudurt valószínűleg Kru. 800 körül alapították. Ez megfelel a Kr u. 760 és 830 közötti időszaknak, a Sailendra-dinasztia közép-jávai Mataram királyság feletti uralmának csúcspontjának, amikor uralmuk nemcsak a Srivijayan Birodalomra terjedt ki, hanem Dél-Thaiföldre, a Fülöp-szigetek indiai királyságaira, Észak-Malájára (Kedah, az indiai szövegekben Kadaram ősi indiai államaként is ismert), és a Jáva középső részén fekvő Mataram királyságra is. Az építkezés a becslések szerint 75 évig tartott, és Samaratungga uralkodása alatt fejeződött be 825-ben.
Az 1973-as, UNESCO által finanszírozott átfogó rekonstrukciót követően Borobudur ismét istentiszteleti és zarándokhelyként szolgál.

## Mandala
Felülnézetből a műemlék háromdimenziós mandala képét adja, mely a világmindenség ábrázolása rituális diagram formájában, az ég és Föld szimbolikus összekapcsolásaként.
A templom teraszos piramis alakban épült a fennsíkra. 34 méter a magassága, és becslések szerint mintegy 55 000 köbméter kőből áll. Az öt mélyen elhelyezkedő négyszögletű terasz a földi létet jelképezi. A fölöttük elhelyezkedő három kör alakú terasz a szellemi világ szimbóluma. A felső teraszokon sztúpák sorakoznak.

## Szobrok
Minden sztúpa harang alakú és egy Buddha-szobrot rejt magában. Az egyes szobrok különböző kéztartása a buddhista tanítás különféle tanításait ábrázolja.
A komplexum tetején, a legfelső terasz közepén egy 15 m átmérőjű sztúpa helyezkedik el, amely a buddhizmus legfőbb céljának, a Nirvána, azaz a felszabadított szellem elérésének és az égnek a jelképe. 
Borobudur éppen egy olyan birodalom központja volt, amely India erőteljes befolyásának hatása alatt állt. Ezért további olyan gyönyörű épületeket találhatunk itt, mint például Prambanan impozáns létesítményei.
Az épület megalkotása mintegy 75 évig tarthatott. 200 évvel később a komplexumot elhagyták, és az őserdő vette birtokába. A napóleoni háborúk idején Jáva szigetét az angolok foglalták el. 1907-ben a hollandok kezdték felújítani az építményt. 1970 és 1980 között az UNESCO támogatásával további restauráció folyt.

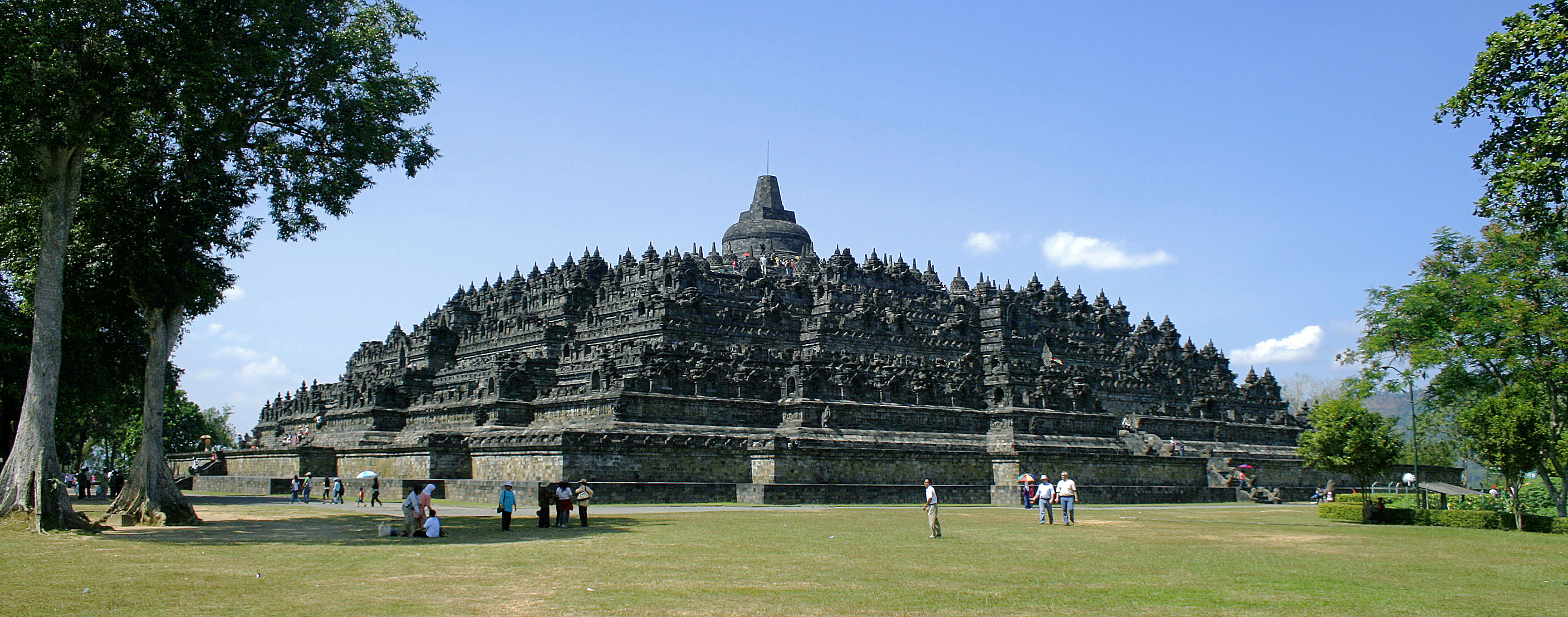
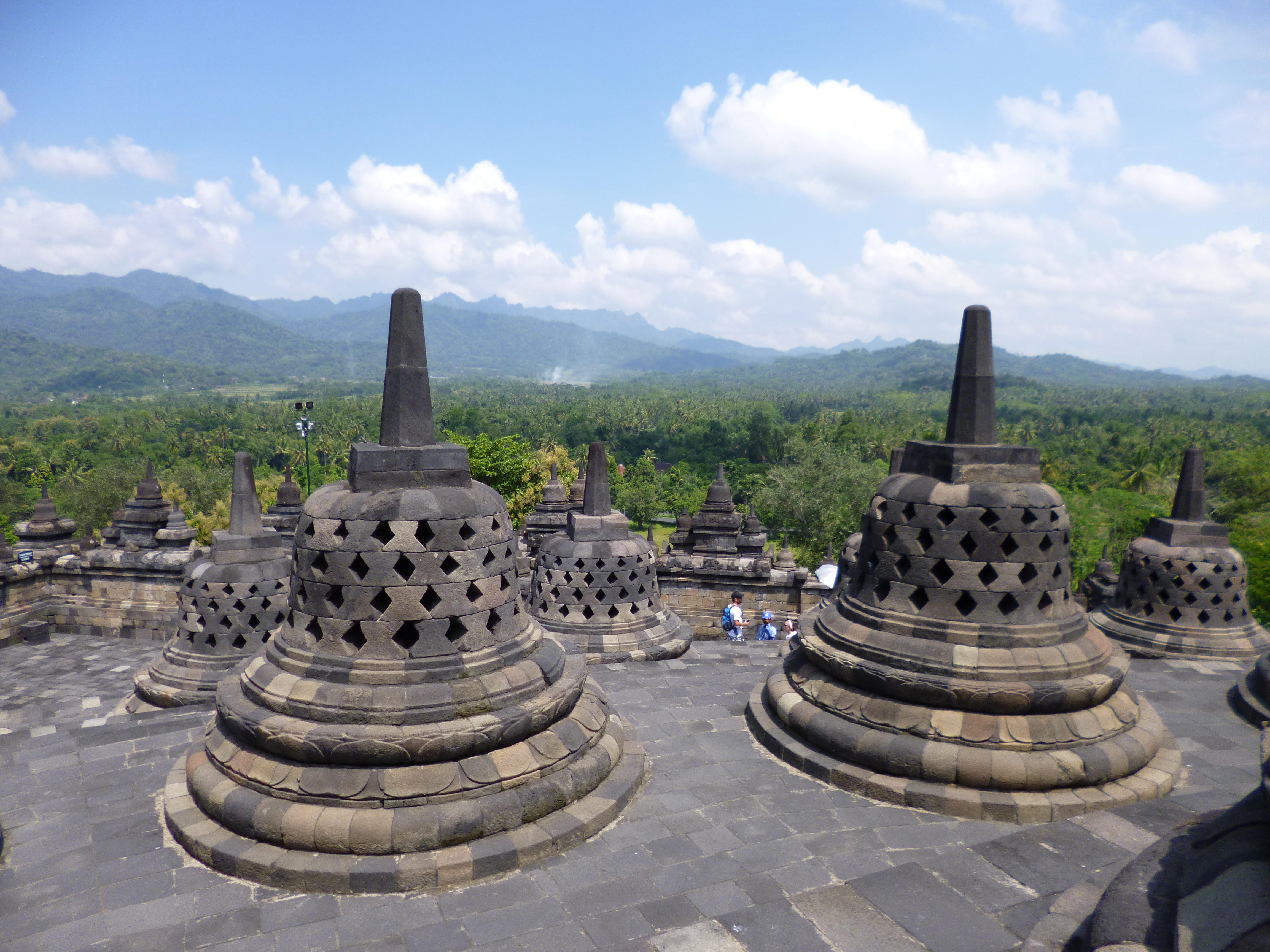
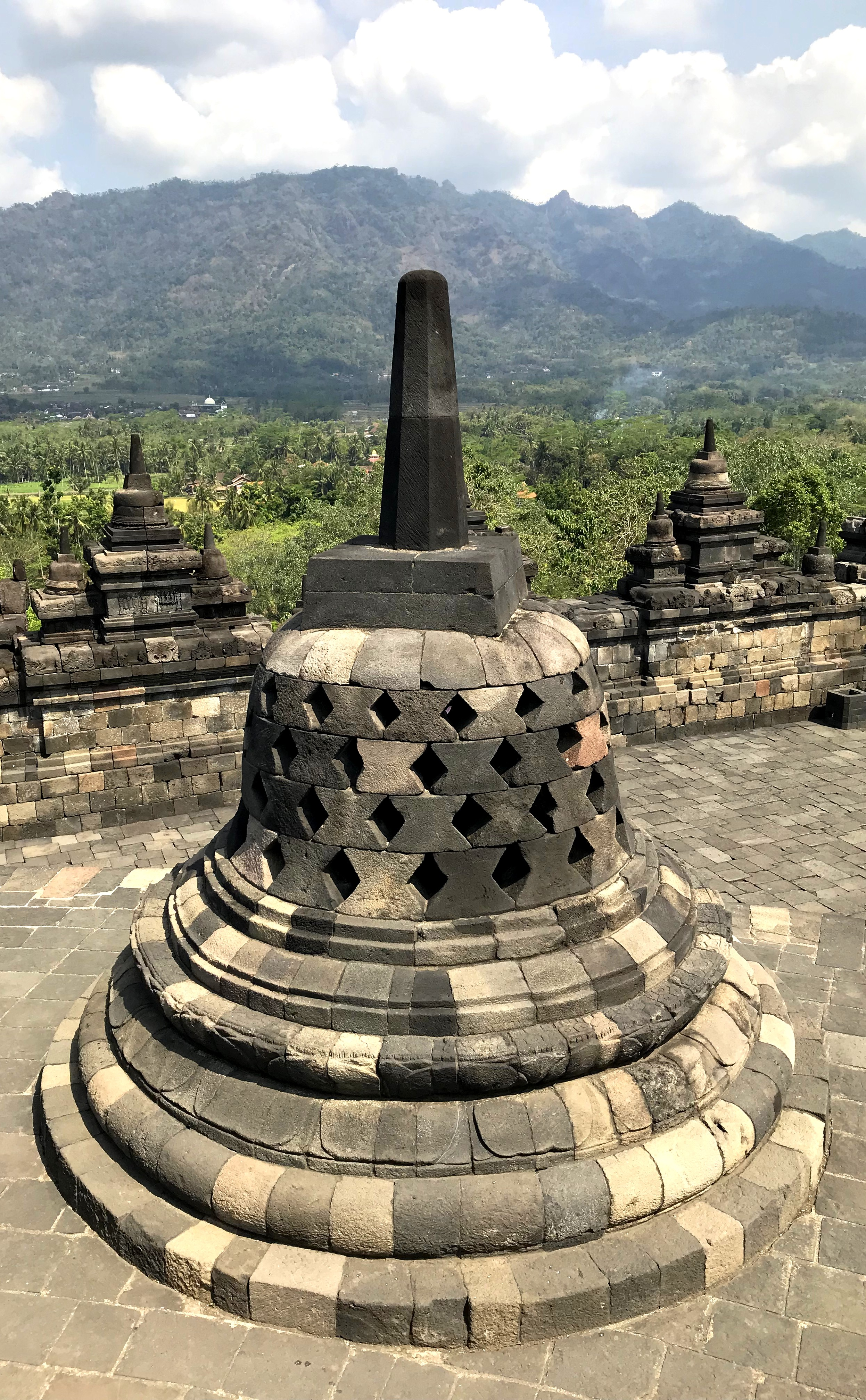
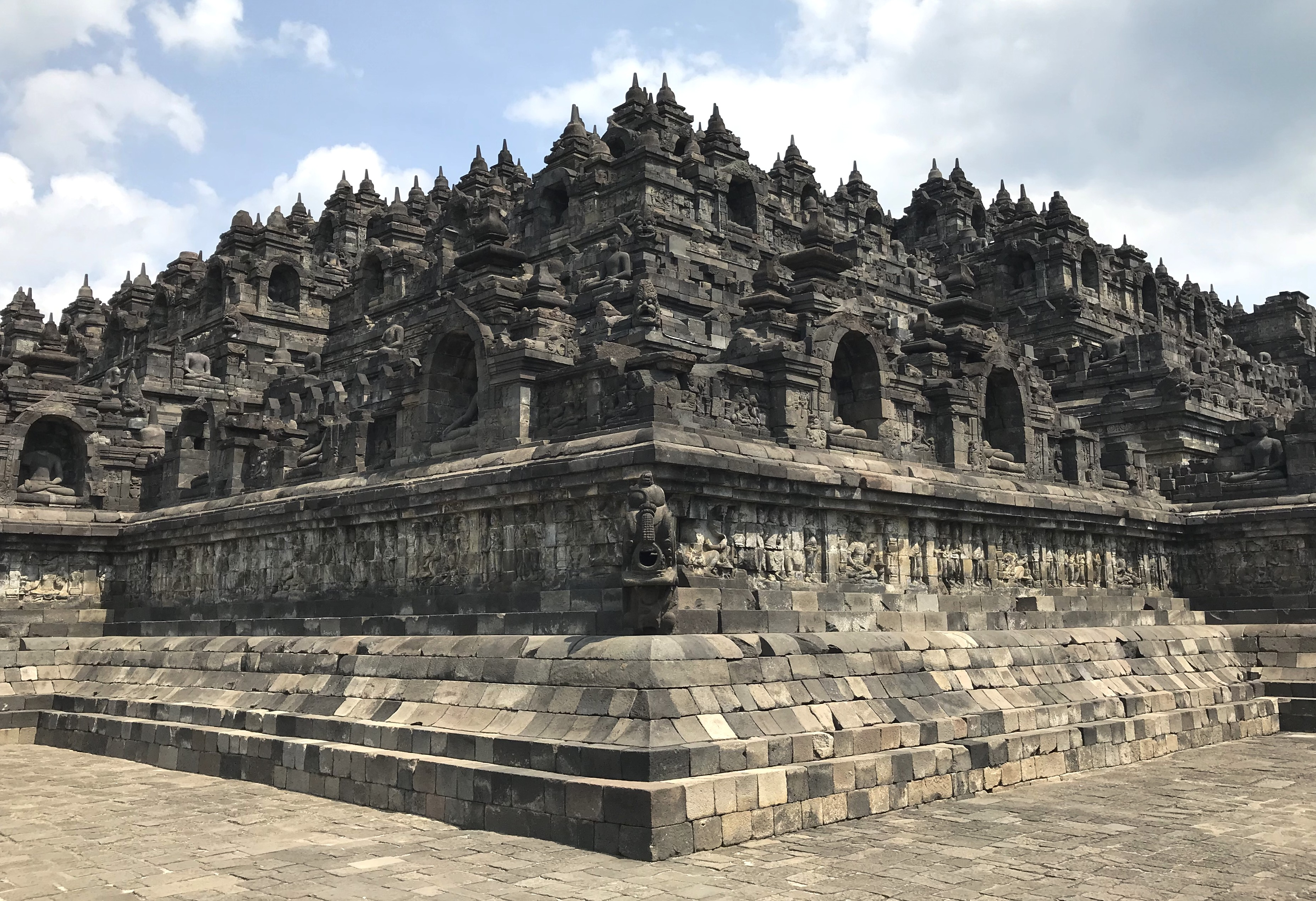
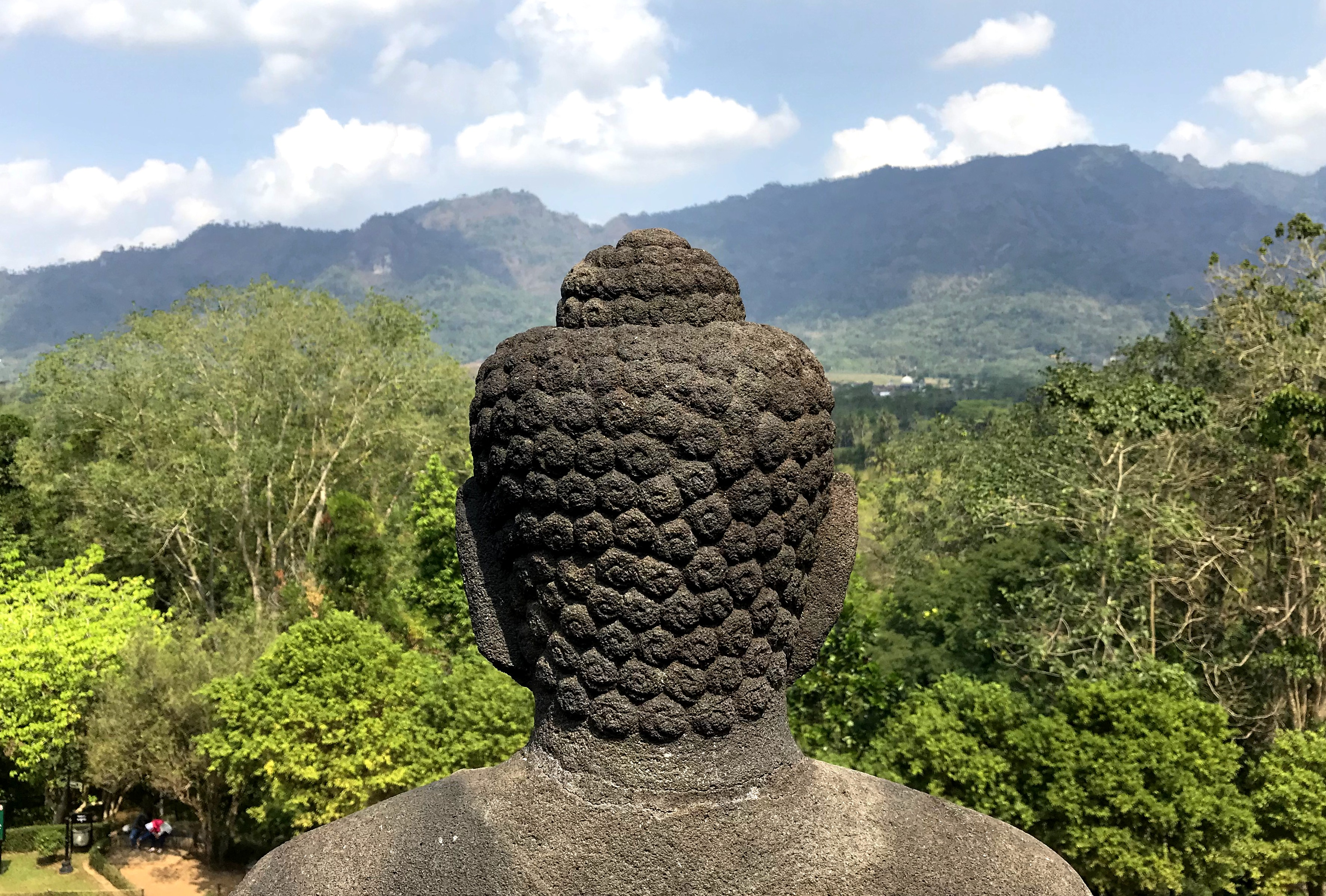

## Fordítás
- Ez a szócikk részben vagy egészben  a   Borobudur című szlovák Wikipédia-szócikk ezen változatának fordításán alapul.  Az eredeti cikk szerkesztőit annak laptörténete sorolja fel. Ez a jelzés csupán a megfogalmazás eredetét és a szerzői jogokat jelzi, nem szolgál a cikkben szereplő információk forrásmegjelöléseként.